# Tiếng Liên Slav
Tiếng Liên Slav (Interslavic) là một ngôn ngữ được xây dựng được sử dụng bởi người Slav. Nó giống như một phiên bản hiện đại của tiếng Slav Giáo hội cổ trong thế kỷ thứ 9. Nó dựa trên các từ và những thứ khác tồn tại trong tất cả các ngôn ngữ Slav. Ý tưởng là người Slav từ bất kỳ quốc gia nào cũng có thể hiểu nó mà không cần học nó trước.
Ngữ pháp Liên Slav đầu tiên được viết vào năm 1659-1666 bởi Juraj Križanić, một linh mục Croatia. Hình thức hiện đại được bắt đầu vào năm 2006 bởi một nhóm các nhà ngôn ngữ học. Tên của dự án đó là Slovianski. Năm 2011, nó sáp nhập với một dự án khác gọi là Neoslavonic. Kể từ đó, tên của ngôn ngữ là Interslavic (Medžuslovjansky).
Tiếng Liên Slav có thể được viết bằng bảng chữ cái Latinh và Kirin. Nó được nói bởi vài trăm người.

## Văn liệu
- Barandovská-Frank, Věra. Panslawische Variationen. Brosch, Ciril i Fiedler, Sabine (ed.), Florilegium Interlinguisticum. Festschrift für Detlev Blanke zum 70. Geburtstag. Peter Lang Internationaler Verlag der Wissenschaften, Frankfurt am Main, 2011, ISBN 978-3-631-61328-3, pp. 209–236.
- Duličenko, Aleksandr D. Pravigo de la slava interlingvistiko: slava reciprokeco kaj tutslava lingvo en la historio de Slavoj. Grundlagenstudien aus Kybernetik und Geisteswissenschaft, no. 57:2, June 2016, Akademia Libroservo, ISSN 0723-4899, pp. 75–101.
- Kocór, Maria, et al. Zonal Constructed Language and Education Support of e-Democracy – The Interslavic Experience. Sokratis K. Katsikas & Vasilios Zorkadis eds., E-Democracy – Privacy-Preserving, Secure, Intelligent E-Government Services. 7th International Conference, E-Democracy 2017, Athens, Greece, December 14-15, 2017, Proceedings (Communications in Computer and Information Science no. 792, Springer International Publishing, 2017, ISBN 978-3-319-71116-4, 978-3-319-71117-1), pp. 15–30.
- Meyer, Anna-Maria. Slavic constructed languages in the internet age. Language Problems & Language Planning, vol. 40 no. 3 (January 2016), pp. 287–315.
- Meyer, Anna-Maria. Wiederbelebung einer Utopie. Probleme und Perspektiven slavischer Plansprachen im Zeitalter des Internets. Bamberger Beiträge zur Linguistik 6, Bamberg: Univ. of Bamberg Press, 2014, ISBN 978-3-86309-233-7.
- Merunka, Vojtěch, Interslavic zonal constructed language: an introduction for English-speakers (Lukáš Lhoťan, 2018, ISBN 9788090700499).
- Merunka, Vojtěch. Neoslavonic zonal constructed language. České Budějovice, 2012, ISBN 978-80-7453-291-7.
- Merunka, Vojtěch; Heršak, Emil; Molhanec, Martin. Neoslavonic Language. Grundlagenstudien aus Kybernetik und Geisteswissenschaft, no. 57:2, June 2016, Akademia Libroservo, ISSN 0723-4899, pp. 114–134.
- Рупосова, Л.П., История межславянского языка Lưu trữ ngày 6 tháng 10 năm 2021 tại Wayback Machine. Вестник Московского государственного областного университета. Московский государственный областной университет, 2012 no. 1 (ISSN 2224-0209), pp. 51–56.
- Steenbergen, Jan van. Constructed Slavic languages in the 21st century. Grundlagenstudien aus Kybernetik und Geisteswissenschaft, no. 57:2, June 2016, Akademia Libroservo, ISSN 0723-4899, pp. 102–113.
- Steenbergen, Jan van. Język międzysłowiański jako lingua franca dla Europy Środkowej Lưu trữ ngày 1 tháng 7 năm 2021 tại Wayback Machine. Ilona Koutny, Ida Stria (eds.): Język / Komunikacja / Informacja nr XIII (2018). Poznań: Wydawnictwo Rys, 2018. ISBN 978-83-65483-72-0, ISSN 1896-9585, pp. 47–61.